# 1961 في نيوزيلندا
فيما يلي قوائم الأحداث التي وقعت خلال عام 1961 في نيوزيلندا.

## رياضة
- 1 يناير – كأس نيوزيلندا 1961 الفائز Northern AFC [الإنجليزية]‏.

## مواليد

### يناير
- 1 يناير – أنتوني ماكارتن كاتب نيوزيلندي.
- 1 يناير – بيتر برايان هينان عالم نبات نيوزيلندي.
- 1 يناير – تينا شو
- 1 يناير – ديف أرمسترونغ كاتب عمود نيوزيلندي.
- 1 يناير – ريتشارد شاندلير رائد أعمال نيوزيلندي.
- 1 يناير – ستيفاني جونسون
- 1 يناير – هيلين لوي
- 14 يناير – روب هال متسلق جبال نيوزيلندي.
- 26 يناير – ستيفن رينبو سياسي نيوزيلندي.

### فبراير
- 5 فبراير – ألبرت أندرسون لاعب اتحاد رغبي نيوزيلندي.

### مارس
- 1 مارس – يان فيشر لاعب كريكت نيوزلندي.
- 23 مارس – كرايغ غرين لاعب رغبي نيوزيلندي.

### أبريل
- 9 أبريل – كريس أبراهامز موسيقي أسترالي.
- 10 أبريل – ريكي هيربيرت لاعب كرة قدم نيوزلندي.
- 21 أبريل – روس تونغ مُجدّف نيوزيلندي.

### مايو
- 6 مايو – روب فيف مهندس نيوزيلندي.
- 12 مايو – ألان هوران مُجدّف نيوزيلندي.
- 22 مايو – دين كيني لاعب رغبي نيوزيلندي.
- 23 مايو – إيرين بيكر
- 27 مايو – مارك لويس لاعب كرة مضرب نيوزيلندي.

### يونيو
- 11 يونيو – لويس سيمبسون لاعبة كركيت نيوزيلندية.
- 12 يونيو – رود لاثام لاعب كركيت نيوزيلندي.
- 17 يونيو – جون بوتشان لاعب رغبي نيوزيلندي.
- 26 يونيو – ديفيد وايت لاعب كركيت نيوزيلندي.

### يوليو
- 9 يوليو – براندان هوران سياسي نيوزيلندي.
- 16 يوليو – موراي ستيل درّاج طريق نيوزيلندي.

### أغسطس
- 1 أغسطس – دايفيد هاريس
- 9 أغسطس – أليسون غرانت لاعبة كرة قدم نيوزيلندية.
- 9 أغسطس – جون كي سياسي نيوزيلندي.
- 31 أغسطس – كيرن كرولي

### سبتمبر
- 1 سبتمبر – بيتر براون لاعب دوري رغبي نيوزيلندي.
- 12 سبتمبر – أندي إيرل لاعب اتحاد رغبي نيوزيلندي.
- 20 سبتمبر – لورين تايلور لاعبة كرة قدم نيوزيلندية.
- 21 سبتمبر – كيلي إفرندين لاعب كرة مضرب نيوزيلندي.

### أكتوبر
- 1 أكتوبر – ماريا جيل
- 31 أكتوبر – بيتر جاكسون مخرج سينمائي نيوزلندي.

### نوفمبر
- 3 نوفمبر – باول إروين فورستر
- 5 نوفمبر – لورين كيم روش كاتبة نيوزيلندية.
- 7 نوفمبر – رون هارت لاعب كركيت نيوزيلندي.
- 20 نوفمبر – شون والاس دراج بريطاني.

### ديسمبر
- 7 ديسمبر – مورين جاكوبسون لاعبة كرة قدم نيوزيلندية.
- 9 ديسمبر – يان رايت مُجدّف نيوزيلندي.
- 13 ديسمبر – ميخائيل دوولي
- 25 ديسمبر – توني سميث متزلج سريع نيوزيلندي.
- 30 ديسمبر – بيل إنجليش سياسي نيوزيلندي.

## وفيات

### فبراير
- 24 فبراير – جورج مارتن (مواليد 1869) لاعب كركيت نيوزيلندي.

### مارس
- 22 مارس – هنري أفيري (مواليد 1885) لاعب اتحاد رغبي نيوزيلندي.
- 24 مارس – ماثيو هنتر (مواليد 1878)

### مايو
- 14 مايو – هاري باركر (مواليد 1873) لاعب كرة مضرب أسترالي.
- 31 مايو – آرثر أوبراين (مواليد 1878) لاعب رغبي نيوزيلندي.

### يونيو
- 25 يونيو – لو بيترسن (مواليد 1897) لاعب رغبي نيوزيلندي.

### يوليو
- 2 يوليو – جورج بورغس (مواليد 1883)
- 11 يوليو – نورمان وير (مواليد 1893)
- 23 يوليو – جوان فرنسيس (مواليد 1921) لاعبة كركيت نيوزيلندية.
- 28 يوليو – ويليام غراهام (مواليد 1881) لاعب كريكت نيوزلندي.

### أغسطس
- 5 أغسطس – سيدني هولاند (مواليد 1893) سياسي نيوزيلندي.

### سبتمبر
- 28 سبتمبر – تشارلز آرثر بانكس (مواليد 1885) رائد أعمال كندي.

### نوفمبر
- 15 نوفمبر – تريفور هال (مواليد 1905) لاعب دوري رغبي نيوزيلندي.

### ديسمبر
- 14 ديسمبر – ويليام دو دونكان (مواليد 1892) لاعب رغبي نيوزيلندي.